# 佐藤都志也
佐藤 都志也（さとう としや、1998年1月27日 - ）は、福島県いわき市出身のプロ野球選手（捕手、内野手）。右投左打。千葉ロッテマリーンズ所属。

## 経歴

### プロ入り前
いわき市立平第六小学校3年時に、地域の子ども会でソフトボールを始め、5年時からは「みまやスポーツ少年団」で本格的にプレーし始めた。いわき市立平第二中学校で軟式野球部に所属。最初は遊撃手だったが、東日本大震災の影響で5人ほど転校してきたためメンバーを外れ、2年時から捕手となる。
聖光学院高等学校では2年、3年時に夏の甲子園に出場。プロ志望届を提出し、ドラフト会議当日には地元のテレビ局が生中継を行うなど、注目を集めていたが指名球団はなかった。2学年先輩に園部聡、1学年先輩に船迫大雅と八百板卓丸、2学年後輩に湯浅京己がいた。
高校卒業後は地元の大学に進学しようとしていたが、熱心な勧誘を受けて東洋大学法学部第二部法律学科へ進学。2年春の時に一塁手のレギュラーになると、いきなり打率.483を記録してリーグ首位打者を獲得。その後3年の時に再びキャッチャーに転向すると、1学年先輩投手である上茶谷大河、甲斐野央、梅津晃大、藤井聖、1学年後輩である村上頌樹など、後にプロ入りする投手らをリードした。4年では前任の中川圭太から引き継ぎ、主将を務めた。大学通算で、打率.325、96安打、8本塁打、43打点を記録。一塁手と捕手の複数ポジションで合計4度のベストナインに選出。3・4年時は大学日本代表にも選ばれた。
2019年10月17日に行われたドラフト会議で千葉ロッテマリーンズから2位指名を受け、契約金7000万円、年俸1200万円（金額は推定）で契約に合意した。背番号は32。

### ロッテ時代
2020年は新型コロナウイルスの影響で120試合制の短縮シーズンとなり、開幕も6月に延期されたが、開幕前の東北楽天ゴールデンイーグルスとの練習試合で則本昂大から本塁打を放つなどアピールし、開幕一軍入りを果たした。6月25日のオリックス・バファローズ戦（ZOZOマリンスタジアム）に代打でプロ初出場・初打席を経験し、27日の同カードでは延長10回裏、二死一・二塁の場面で代打出場すると、澤田圭佑からプロ初安打・初打点となるサヨナラ適時打を放った。8月16日の北海道日本ハムファイターズ戦で「7番・指名打者」でプロ初の先発出場を果たすと、9月3日の埼玉西武ライオンズ戦では「8番・捕手」で先発出場し、平井克典からプロ初本塁打を放った。ルーキーイヤーは開幕からクライマックスシリーズまで年間を通して一軍に帯同。60試合の出場で打率.228・2本塁打・12打点を記録し、スタメンマスクは4試合にとどまったものの、代打では33試合で打率.310と結果を残した。オフに400万円増となる推定年俸1600万円で契約を更改した。
2021年は開幕一軍入りを逃したが、4月23日に一軍登録される。田村龍弘、吉田裕太、柿沼友哉が戦線離脱という中でスタメンを任されることもあったが、トレードで加入した加藤匠馬の定着と田村の一軍復帰により6月23日に登録抹消となる。その後は、8月13日の後半戦開幕と共に一軍再登録、9月9日に登録抹消と一軍と二軍を行ったり来たりしていたが、9月22日にこの年3度目の一軍昇格を果たすと、指名打者としてレオネス・マーティンの離脱と共に調子を落としていた打線の起爆剤となった。10月に入ると代打での出場が中心となり、10月25日の福岡ソフトバンクホークス戦では代打出場からプロ初の右翼守備に就いた。レギュラーシーズンは62試合の出場で打率.205・6本塁打・18打点を記録し、前年を上回る22試合でスタメンマスクを被った。クライマックスシリーズではファーストステージ第1戦の9回裏、一死二塁の場面で代打出場し、サヨナラ適時打を放った。オフに400万円増となる推定年俸2000万円で契約を更改した。
2022年は、3月25日に行われた楽天との開幕戦（楽天生命パーク宮城）に「5番・一塁手」で出場し、プロ初の開幕スタメンを果たす。4月1日の西武戦では平井克典からサヨナラ犠牲フライを放った。田村の怪我や加藤の不調などから、シーズンを通して高卒ルーキーの松川虎生と併用する形で起用されることとなる。具体的には松川がマスクを被るとき（先発投手が佐々木朗希、石川歩、美馬学など）は佐藤が一塁手、佐藤がマスクを被るとき（先発が小島和哉、エンニー・ロメロ、本前郁也など）は松川はベンチという形で起用された。最終的に自身最多の118試合に出場。打率.214、8本塁打、31打点、8月以降は打率1割台と低迷し、最終的な数字は上がらなかったが、四番としても20試合に起用された。キャッチャーとしては84試合でマスクを被り、盗塁阻止率はリーグトップの.361を記録するなど飛躍のシーズンとなった。
2023年は前年2試合の出場に留まった田村龍弘との併用で試合に出場しシーズンを通して不調が続きながらも103試合に出場し打率.218を記録した。キャッチャーとしては盗塁阻止率.319を記録し守備の面では安定してシーズンを終えた。
2024年は、打率.298、2本塁打の成績で前半戦を終了。オールスターゲームにも選出された。オールスターでは第1戦に7回表の守備から出場すると、7回裏に球宴初安打を記録。第2戦では捕手として先発出場し、第1打席で安打、第2打席で二塁打、第3打席で三塁打を放ち、サイクル安打に王手をかけ、第4打席は空振り三振に倒れるも、第5打席で二塁打、第6打席で二塁打を打ち、サイクル安打達成とはならなかったが、第2戦のMVPに輝いた。なお、ロッテの選手がオールスターのMVPに輝いたのは1989年の村田兆治以来35年ぶりであった。10月1日の楽天戦で9回にクライマックスシリーズ進出に王手を掛ける決勝の適時打を放つと、この試合で初めてシーズン規定打席に到達する。最終的に116試合に出場し、リーグ4位となる打率.278を記録。11月に開催されたWBSCプレミア12では日本代表に選出され、11打数5安打と活躍。ベストナイン賞のパ・リーグの捕手部門で初受賞を果たした。
2025年は、春季キャンプ中の打撃練習で自打球を当て右足の親指先端を骨折した。その後、二軍での調整を経て3月18日に一軍に合流。開幕戦となった3月28日のソフトバンク戦（みずほPayPayドーム）ではチーム第1号となる本塁打を放ち活躍を見せていたが、その後は打撃不振が続き打率.105と苦戦していた4月23日に登録抹消となり二軍調整となった。
現在は打撲で抹消中。

## 選手としての特徴
遠投120ｍの強肩でフットワークが軽く、二塁送球タイムは1.8〜1.9秒台を記録。走っては50ｍ5.9秒という快足を持ち、巧打に加えて一発も秘める三拍子揃った捕手。
大学時代から一塁手や外野手を経験しており、プロ入り後も複数ポジションで公式戦に出場するなどユーティリティー性も合わせ持つ。

## 人物
名前の「としや」は父親の友達が名付けた「とし」に、両親が「や」を加えたもの。愛称は「とし」、「としくん」。
2023年1月6日、大学時代に知り合った同い年の一般女性と入籍した。この一般女性が、2023年より監督を務める吉井理人と同郷出身で、吉井の友人の親戚にあたる。
中学時代に捕手に転向したものの、野球漫画『MAJOR』に登場する捕手・佐藤寿也と同名異字であるため「名前が名前なのでキャッチャーだけはやりたくなかった」と語っている。高校時代は遊撃手か外野手を希望していたが1日で外されてしまい、中学時代に捕手の経験があったことから「捕手をやれ」と言われ、捕手としてプレーを続けた。プロでは「名前に負けないくらいに自分の名前を出していきたい」と語っている。
祖父の影響もあって幼少期は巨人ファンで、阿部慎之助に憧れていた。
憧れの選手は栗山巧（埼玉西武ライオンズ）。大学1年生の時に寮で観ていた野球中継で、栗山が代打で決勝打を打ちヒーローインタビューを受ける姿と、限られた打席機会に向けて準備をする姿、チームワークを意識した言動に憧れたことがきっかけ。プロ1年目には、西武OBで佐藤の大学の先輩にあたる松沼博久の紹介で、実際に栗山と対面を果たしている。
自身のターニングポイントとして、大学2年生の時にシートバッティングで上茶谷大河からヒットを打ち、試合に使ってもらえるようになったことを挙げている。

## 詳細情報

### 年度別打撃成績
| 年 度     | 球 団     | 試 合 | 打 席 | 打 数 | 得 点 | 安 打 | 二 塁 打 | 三 塁 打 | 本 塁 打 | 塁 打 | 打 点 | 盗 塁 | 盗 塁 死 | 犠 打 | 犠 飛 | 四 球 | 敬 遠 | 死 球 | 三 振 | 併 殺 打 | 打 率 | 出 塁 率 | 長 打 率 | O P S |
| --------- | --------- | ----- | ----- | ----- | ----- | ----- | -------- | -------- | -------- | ----- | ----- | ----- | -------- | ----- | ----- | ----- | ----- | ----- | ----- | -------- | ----- | -------- | -------- | ----- |
| 2020      | ロッテ    | 60    | 127   | 114   | 6     | 26    | 4        | 0        | 2        | 36    | 12    | 0     | 0        | 2     | 0     | 9     | 0     | 2     | 25    | 1        | .228  | .296     | .316     | .612  |
| 2021      | ロッテ    | 62    | 155   | 132   | 16    | 27    | 4        | 1        | 6        | 51    | 18    | 3     | 0        | 7     | 1     | 14    | 1     | 1     | 30    | 0        | .205  | .284     | .386     | .670  |
| 2022      | ロッテ    | 118   | 402   | 359   | 35    | 77    | 10       | 1        | 8        | 113   | 31    | 5     | 1        | 13    | 6     | 21    | 1     | 3     | 63    | 11       | .214  | .260     | .315     | .574  |
| 2023      | ロッテ    | 103   | 278   | 239   | 19    | 52    | 12       | 1        | 4        | 78    | 22    | 0     | 2        | 12    | 2     | 22    | 0     | 3     | 45    | 4        | .218  | .289     | .326     | .616  |
| 2024      | ロッテ    | 116   | 452   | 410   | 41    | 114   | 20       | 0        | 5        | 149   | 45    | 4     | 1        | 4     | 6     | 29    | 2     | 3     | 51    | 10       | .278  | .326     | .363     | .689  |
| 通算：5年 | 通算：5年 | 459   | 1414  | 1254  | 117   | 296   | 50       | 3        | 25       | 427   | 128   | 12    | 4        | 38    | 15    | 95    | 4     | 12    | 214   | 26       | .236  | .293     | .341     | .633  |

- 2024年度シーズン終了時

### 年度別守備成績
捕手守備
| 年 度 | 球 団  | 捕手  | 捕手  | 捕手  | 捕手  | 捕手  | 捕手     | 捕手  | 捕手     | 捕手     | 捕手     | 捕手     |
| 年 度 | 球 団  | 試 合 | 刺 殺 | 補 殺 | 失 策 | 併 殺 | 守 備 率 | 捕 逸 | 企 図 数 | 許 盗 塁 | 盗 塁 刺 | 阻 止 率 |
| ----- | ------ | ----- | ----- | ----- | ----- | ----- | -------- | ----- | -------- | -------- | -------- | -------- |
| 2020  | ロッテ | 28    | 68    | 10    | 0     | 1     | 1.000    | 0     | 11       | 8        | 3        | .273     |
| 2021  | ロッテ | 40    | 160   | 32    | 2     | 1     | .990     | 1     | 24       | 19       | 5        | .208     |
| 2022  | ロッテ | 84    | 448   | 77    | 4     | 13    | .992     | 4     | 72       | 46       | 26       | .361     |
| 2023  | ロッテ | 92    | 486   | 86    | 5     | 8     | .991     | 4     | 47       | 32       | 15       | .319     |
| 2024  | ロッテ | 104   | 680   | 108   | 5     | 3     | .994     | 5     | 75       | 61       | 14       | .187     |
| 通算  | 通算   | 348   | 1842  | 313   | 16    | 26    | .993     | 14    | 229      | 166      | 63       | .275     |

内野守備
| 年 度 | 球 団  | 一塁  | 一塁  | 一塁  | 一塁  | 一塁  | 一塁     |
| 年 度 | 球 団  | 試 合 | 刺 殺 | 補 殺 | 失 策 | 併 殺 | 守 備 率 |
| ----- | ------ | ----- | ----- | ----- | ----- | ----- | -------- |
| 2022  | ロッテ | 50    | 296   | 24    | 0     | 16    | 1.000    |
| 2023  | ロッテ | 10    | 64    | 5     | 0     | 4     | 1.000    |
| 2024  | ロッテ | 15    | 125   | 5     | 0     | 10    | 1.000    |
| 通算  | 通算   | 75    | 485   | 34    | 0     | 30    | 1.000    |

外野守備
| 年 度 | 球 団  | 外野  | 外野  | 外野  | 外野  | 外野  | 外野     |
| 年 度 | 球 団  | 試 合 | 刺 殺 | 補 殺 | 失 策 | 併 殺 | 守 備 率 |
| ----- | ------ | ----- | ----- | ----- | ----- | ----- | -------- |
| 2021  | ロッテ | 1     | 1     | 0     | 0     | 0     | 1.000    |
| 通算  | 通算   | 1     | 1     | 0     | 0     | 0     | 1.000    |

- 2024年度シーズン終了時[注 1]
- 各年度の太字はリーグ最高

### 表彰
- ベストナイン：1回（捕手部門 : 2024年）
- オールスターゲーム 最優秀選手賞（MVP）：1回（2024年第2戦[32]）

### 記録
初記録
- 初出場・初打席：2020年6月25日、対オリックス・バファローズ3回戦（ZOZOマリンスタジアム）、8回裏に柿沼友哉の代打で出場、澤田圭佑から中飛
- 初安打・初打点：2020年6月27日、対オリックス・バファローズ5回戦（ZOZOマリンスタジアム）、10回裏に澤田圭佑から右越サヨナラ適時打
- 初先発出場：2020年8月16日、対北海道日本ハムファイターズ12回戦（ZOZOマリンスタジアム）、「7番・指名打者」で先発出場
- 初本塁打：2020年9月3日、対埼玉西武ライオンズ14回戦（ZOZOマリンスタジアム）、2回裏に平井克典から右越ソロ
- 初盗塁：2021年4月23日、対福岡ソフトバンクホークス4回戦（ZOZOマリンスタジアム）、2回裏に二盗（投手：石川柊太、捕手：甲斐拓也）

その他の記録
- オールスターゲーム出場：1回（2024年）
- 捕手1試合6補殺：2023年6月27日、対オリックス・バファローズ9回戦（京セラドーム大阪） ※史上8人目となる史上最多タイ記録、パ・リーグ3人目[56][57]

### 背番号
- 32（2020年[7] - ）

### 登場曲
- 「Wasted Nights」ONE OK ROCK（2020年 - ）※2021年は奇数打席時、2022年からは2打席目
- 「心絵」ロードオブメジャー（2020年）※イベント時(マリンフェスタ時)
- 「キミシダイ列車」ONE OK ROCK（2021年 - ）※偶数打席時、2022年からは3打席目
- 「Take me to the top」ONE OK ROCK（2022年 - ）

### 代表歴
- 2018 ハーレムベースボールウィーク 大学野球日本代表
- 2018年 第42回日米大学野球選手権大会 大学野球日本代表
- 2019年 第43回日米大学野球選手権大会 大学野球日本代表
- 2024 WBSCプレミア12 日本代表